# Котько, Игорь Олегович
И́горь Оле́гович Котько́ (3 января 1963, Киев, Украинская ССР, СССР) — советский гребец, выступал за сборную СССР по академической гребле во второй половине 1980-х годов. Двукратный чемпион мира, многократный победитель республиканских, всесоюзных и международных регат. Обладатель Кубка Мира 1986, 1987 года. Заслуженный мастер спорта СССР (1987).
В 1984 году закончил Киевский Государственный институт физической культуры.

## Биография
Родился в Киеве, Украинская ССР. В детстве увлекался многими видами спорта, академической греблей начал заниматься в возрасте пятнадцати лет по настоянию отца, Котько Олега Антоновича в прошлом известного спортсмена, финалиста чемпионата Европы по гребле 1969 года, неоднократного победителя чемпионатов СССР; старшего тренера сборной команды СССР по академической гребле-1977-1980 г.г.
В разное время проходил подготовку под руководством таких специалистов как Г. М. Храновский, И. К. Гринько, Н. С. Злобин.
На взрослом международном уровне Игорь Котько впервые заявил о себе в сезоне 1985 года, когда попал в основной состав советской национальной сборной и благодаря череде удачных выступлений удостоился права защищать честь страны на чемпионате мира 1986 года в английском городе Ноттингеме. Четверка парная с загребным Игорем Котько впервые в истории завоевала золотую медаль в этом классе судов для сборной команды СССР, и установила мировой рекорд в г. Люцерне 5.39.89. Год спустя на мировом первенстве в Копенгагене на озере Bagsværd с теми же партнёрами В. Досенко, М.Ивановым, С Кинякиным защитил чемпионское звание в четырёхместной парной дисциплине. Впоследствии оставался действующим спортсменом вплоть до 1992 года.
После завершения карьеры спортсмена, Игорь Котько принимал участие в миротворческой миссии ООН в Африке и Югославии. Был тяжело ранен. Имеет правительственные награды.